# Otostylis
Otostylis é um género botânico pertencente à família das orquídeas (Orchidaceae). Foi proposto por Schlechter, em Orchis. Monatsschrift der Deutschen Gesellschaft für Orchideenkunde 12: 38, em 1918. A espécie tipo é a Otostylis lepida (Linden & Rchb.f.) Schltr., antes Aganisia lepida Linden & Rchb.f.. O nome do gênero vem do grego otos, orelha, e stylos, coluna, em referência ao formato das asas da coluna de suas flores.

## Distribuição
Abriga apenas duas espécies robustas, algo variáveis, paludícolas, terrestres, de crescimento cespitoso, que habitam brejos arenosos e terrenos úmidos ricos em humo, entre arbustos e capins, em locais de clima quente desde a América Central e Caribe ao noroeste do estado de Mato Grosso. Alguns consideram até quatro espécies válidas, preferimos seguir a orientação de Pabst que agrupou quase todas, por não encontrar diferenças significativas além de tamanho e robustez. Somente uma espécie é citada para nosso país.

## Descrição
Morfologicamente, este gênero situa-se entre Acacallis, Koellensteinia e Zygopetalum e deles distingue-se, dentre muitas outras particularidades, por apresentar labelo na base ligeiramente lobado ou auriculado, por onde também estende-se a calosidade tranversal semicircular presente em seu disco.
Apresentam rizoma curto, com pequenos pseudobulbos ovóides, guarnecidos por Baínhas foliares que os ocultam quase completamente no início, longas folhas laterais e apicais, lineares até lanceoladas, lisas, não plicadas, parecidas às de Zygopetalum. inflorescência em racemos longos retos e eretos que emergem das axilas das Baínhas basais com flores alvacentas de tamanho médio de labelo de centro amarelo, que quando em quantidade, são muito ornamentais.
As flores apresentam sépalas e pétalas do mesmo comprimento, parecidas entre sí, mais ou menos planas. O labelo é unguiculado, depois alargado em grande lâmina plana. A coluna é curta, com amplas asas auriculares terminais ascendentes. antera terminal com dois pares de polínias cerosas.